# Porsche 911 Carrera RSR Turbo

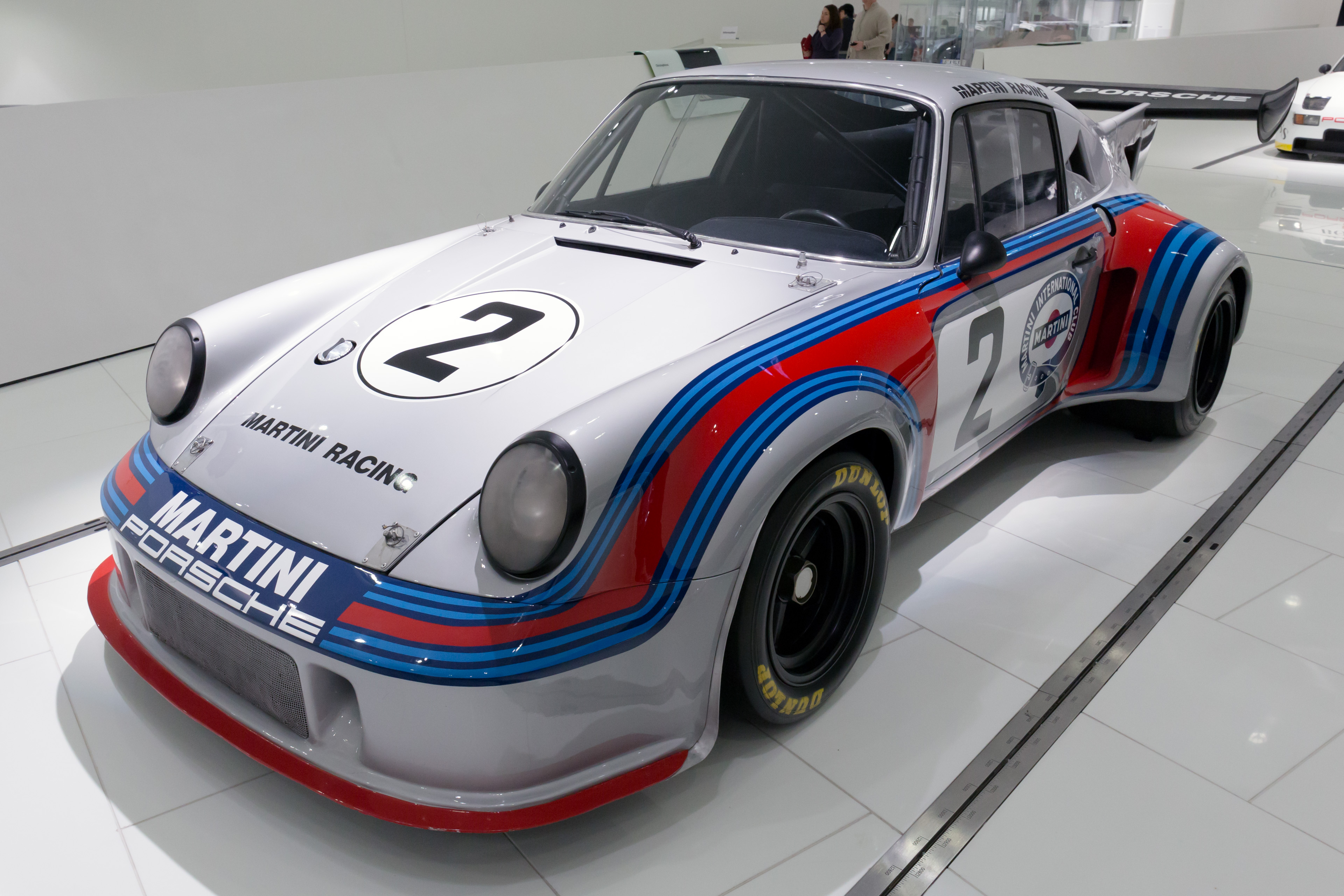
En el museo de Porsche

El Porsche 911 Carrera RSR Turbo fue un automóvil deportivo fabricado por Porsche en los años 70. Alcanzó el segundo puesto en las 24 Horas de Le Mans del año 1974.

## Historia
La historia de este modelo se remonta a principios de los años 70 cuando Porsche comenzó a experimentar con la turbo-alimentación en los modelos 911. Para ello, se creó un prototipo de competición para, en caso de que el proyecto saliera adelante, añadirlo al modelo de calle.
El proyecto de llevó adelante entre 1973 y 1974, y particularmente el coche saltó a la fama no solo por su increíble mecánica y dinamismo, sino que también por sus arriesgadas formas y su cubierta patrocinada por Martini Racing. Dentro de la mecánica, Porsche desarrolló un nuevo motor de 2.1 litros para entrar dentro de la normativa, aun así, gracias a su turbocompresor KKK el motor de 6 cilindros de Porsche desarrollaba 500cv de potencia a 7600 rpm, la transmisión de 5 velocidades daba una mayor versatilidad al estar posicionada en una disposición transaxle.

## Características
El prototipo del 911 RSR Turbo tuvo sus referencias en vehículos tales como el Porsche 917 Spyder o el antiguo RSR 3.0, sin embargo, tras la fabricación de 4 de estos vehículos hasta 1976, se cerró el proyecto para centrarse en otros prototipos como puede ser el 935 "Moby Dick". 
Aunque el chasis se basaba en el del 911 de producción, incluían mejoras procedentes del RSR y del 917. Algunas de estas mejoras son la sustitución de la barra de torsión de la suspensión por un conjunto de brazos de aluminio y unos nuevos amortiguadores de titanio que reducían un peso de unos 30 kilogramos, finalmente para reducir el peso hasta el estándar se optó por construir la mayor parte de la carrocería en fibra de vidrio y eliminar todos los elementos innecesarios del interior y añadir una jaula de seguridad.  

## Competición
Finalmente el resultado fue un peso de 820 kilogramos que permitía una aceleración 0-100km/h que no ascendencia por encima de los 3 segundos además de alcanzar velocidades superiores a los 300 km/h.
En el ámbito competitivo, hizo su primera aparición en los 1000 kilómetros Monza de 1974, donde obtuvo el quinto puesto, aunque su cifra más impresionante fue su segundo puesto en las 24 Horas de Le Mans de ese mismo año.